# Lujiao, Chongqing
Lujiao (kinesiska: 鹿角) är en köping i sydvästra Kina. Den ligger i Pengshui härad i storstadsområdet Chongqing, omkring 170 kilometer öster om det centrala stadsdistriktet Yuzhong. Antalet invånare är 9 519. Befolkningen består av 4 669 kvinnor och 4 850 män. Barn under 15 år utgör 27,0 %, vuxna 15-64 år 60 %, och äldre över 65 år 11,0 %.